# Estadio del 28 de Septiembre
El Estadio del 28 de Septiembre (en francés: Stade du 28 Septembre) es un estadio de usos múltiples ubicado en la ciudad de Conakri, la capital del país africano de Guinea. Actualmente se utiliza sobre todo para los partidos de fútbol. El estadio tiene una capacidad para recibir hasta 35.000 personas. 
El estadio debe su nombre al día 28 de septiembre de 1958, día en el cual Guinea votó NO en el referéndum francés, que en última instancia condujo a la independencia política de Guinea el 2 de octubre de 1958. Guinea-Conakri (Guinea Francesa anteriormente) fue la primera excolonia francesa en el África subsahariana en alcanzar la independencia política de Francia.
En un intento de organizar la Copa Africana de Naciones 2016 (ANC), o Coupe d'Afrique des Nations (CAN) en francés, se han hecho propuestas para mejorar o reconstruir el Estadio 28 de septiembre a una capacidad de 75.000 - 80.000 espectadores todos sentados. En 2011 se inauguró el nuevo estadio nacional, el Estadio Général Lansana Conté con una capacidad para 50.000 espectadores.